# 銀平飯科帳
『銀平飯科帳』(ぎんぺいはんかちょう)は、河合単による日本の漫画作品。『ビッグコミックスペリオール』（小学館）にて、2015年第5号から連載開始。
同作者による『らーめん再遊記』の連載開始に伴い、同誌2020年3号（106話）より休載。当初は再開時期を「来春の頃」としていたが、『らーめん再遊記』が好評を得て長期連載化した影響で予定を超えた休載が続いている。
100話以降の7話については、2020年2月時点で単行本第12集として同年「夏頃発売予定!!」と予告されていたが、話数が若干不足している（それまで一集につき9話収録）ことを理由にこれも実現していない。

## あらすじ
武藤銀次が東京の神田で営む居酒屋は、幼馴染の平賀と葉瑠以外に常連客がなく、閑古鳥が鳴いていた。銀次はある日通りかかった馬喰町の孤穴稲荷に参拝し、「楽して儲かりますように」などと祈願した。すると一天にわかに掻き曇り、激しい雷雨に見舞われる。拝殿内に避難したが、雷鳴に驚いて中にあった井戸（と言っても水はなく、大人なら底に立つと顔が出る程度の深さ）に落ちてしまう。出てみると、そこは西暦1820年当時（約200年前）の江戸だった。
馬喰町の住人達から不法入国者（南蛮人）と疑われ逃走。その最中焼き鳥の匂いに誘われて本所菊川の長谷川邸に無断で立ち入り、焼き鳥を盗み食いしたところを平蔵に取押えられる。平蔵の兄主税（幕府筆頭膳奉行）は、祖父宣以（鬼平）が作った「飯科帳」（江戸市中の料理屋の番付表）の改定作業を将軍から直々に命じられ困っていたため、盗み食いの罪を許す代わりに「飯科帳」作りに協力して欲しいと銀次に依頼（脅迫）し、銀次と平蔵の江戸市中食べ歩き紀行「銀平飯科帳」が始まった。

## 登場人物

### 東京の人々
武藤 銀次（むとう ぎんじ）
主人公（登場時は30歳くらい）。大学受験を投げ出し、バックパッカーになるが辛くなり間もなく帰国。和食、フレンチ、イタリアン、中華の店で修業するもすべて途中で投げ出し、飲食店の激戦区神田で「居酒屋 銀次」を開業した。料理人としての腕はそこそこだが、駅前で食べたラーメン屋の味を再現したり、彼が修行先に選んだ店がのちにどの店も予約困難な繁盛店になるなど、鋭い味覚が取柄。ある時立ち寄った馬喰町の狐穴稲荷の井戸から200年前の江戸にタイムスリップし、幕閣の長谷川兄妹と出会う。江戸時代の人が知らない料理を作ったことで高い見識と腕を持っていると見込まれて「飯科帳」作りを手伝うことになり、以後長谷川平蔵と共に情報収集のため江戸市中の様々な店を食べ歩く。江戸で学んだ知識と技術を活かした江戸創作料理を提供し、店も以前より賑わうようになった。
平賀（ひらが）
銀次の幼馴染で、300年続く老舗蕎麦屋の主。「居酒屋 銀次」の常連客。銀次の店の先行きを心配して苦言を呈する事が多く、仲が悪いが銀次の味覚には一目置いている。母の旧姓は平山で、先祖は旗本家だったことが後に本人から明かされた。
土方 葉瑠（ひじかた はる）
小学校教諭。銀次の幼馴染で「居酒屋 銀次」の常連客。銀次は彼女に片思いしている。
設楽（したら）
「居酒屋 銀次」に時々来店する客。かつて美大の学友だった写野（後述）と百合と共に狐穴稲荷の井戸から江戸に通っていたが、写野に火付けの濡れ衣を着せられ、江戸に行くことが出来なくなった。家斉が現代にタイムスリップした際は、井戸の秘密を知る者として助け舟を出し、牛丼屋に案内をした後、無事に江戸時代に戻した。その後平山が来た際は銀次の店に案内し、同時にそこで自らも井戸のことを知っている旨を銀次に話した。
写野（まの）
初登場時は江戸の蔦屋重三郎の店「耕書堂」の使用人だったが、実は現代人。20年以上前に当時美大の学友だった設楽・百合と共に馬喰町の孤穴稲荷の井戸を発見し、三人でしばしば江戸に遊びに行き、そこで浮世絵の版元蔦屋（唐丸）と知り合う。設楽が描いた絵が彼の目に留まり、設楽が絵を、写野が版彫りを、百合が彩色を担当した浮世絵が、写野の「写」と設楽の「楽」をとって「東洲斎写楽」の雅号で販売された。百合に思いを寄せるも彼女の心が設楽に傾いていると感じ、それを阻止すべく彼女を蔵に監禁した。偶然近所で発生した火災で彼女は焼死し、自身も江戸で一晩を明かしたため現代に帰れなくなり、以後百合を弔って暮らす。罪が露見することを恐れ、放火の罪を設楽に着せて彼を江戸に来られないようにした。その後知り合った銀次に「写楽」の正体を明かすが、江戸・東京間を自由に往復する銀次を危険視する。また江戸市中で流行していた奇病「江戸わずらい」（ビタミンB1の欠乏による脚気）に乗じ、糠を丸めた物を薬と偽って販売し一儲けを企んだが、結果的に銀次によって頓挫したことで殺意を抱く。その後銀次を東京へ帰れないようにするために一晩泊まっていく様に勧めるが目論見を察した家斉に阻止される。逆上して家斉に襲いかかるも出羽守の放った忍びの者よって倒された。以降の動向は不明。

### 江戸時代の人々
長谷川平蔵宣茂（はせがわ へいぞう のぶもち）
もう一人の主人公。知行地400石の旗本で、祖父は「鬼平」として名高い長谷川平蔵宣以。筆頭膳奉行長谷川主税の双子の妹だが、主税が味覚障害になったため、長谷川家存続のため男装して兄になりすまし、膳奉行職を務めている。
長谷川主税（はせがわ ちから）
宣茂の兄。幕府筆頭膳奉行（将軍の料理番）で、優れた調理技術の持ち主。祖父が作った「飯科帳」の改定を将軍の家斉から直々に命じられたが。銀次と出会う半年ほど前に突然味覚障害となり、務めが果たせなくなったため、危急の策として弟（実際は妹）平蔵を代わりに登城させている。食事や入浴の時も常に頭巾で顔を隠している。
徳川家斉（とくがわ いえなり）
徳川家第11代征夷大将軍で食いしん坊。城内で自ら焼き鳥（鶴）を作っていた際に無断侵入した銀次と偶然出会い、「家さん・銀さん」の仲になる（当初銀次は彼の正体を知らず、下級の窓際役人だと思っていた）。以降銀次と江戸市中をお忍びで食べ歩くことを楽しみとする。銀次にしばらく会えずいら立つと長谷川邸を監視させて、平蔵と銀次が出掛けるタイミングを見計らって平蔵を緊急登城させ、偶然を装って銀次の前に姿を現すことを繰り返す。ある晩忘れ物をした銀次を追って孤穴稲荷の井戸に落ちて、東京にタイムスリップしたことがある。
平山堅衛門（ひらやま かたえもん）
旗本で幕府賄頭。本来膳奉行の配下だが、なぜか食材調達の全権を掌握している。「下賤」と「前例がない」を盾に度々平蔵の邪魔をするが、実はそれらを口実として諸大名からの献上品などを横領するのが目的で、将軍への忠義心は欠片もない。いつも銀次とつるんでいる家斉を下級役人だと思い「どこぞの耳でかオヤジ」などと呼ぶ。酒乱で酒が入ると本性を現す。狐穴稲荷の井戸から東京にタイムスリップした際、一夜明かしたことで江戸に戻れなくなった。その後「居酒屋 銀次」の住み込み従業員となる。現代の生活にはすぐに馴染みインターネットをも使いこなすようになるが、丁髷の髪型だけは習慣から止められずに続けている。また江戸に残した母親のことを内心では思っている。東京に来た当時は数えで19歳。彼の失踪後は弟の鯵衛門（あじえもん）が家督を継いで賄頭に就いている。
水野出羽守忠成（みずの でわのかみ ただあきら）
焼津藩第2代藩主で幕府老中首座。忠義心に厚い。家斉の使いで「町人出羽助」に変装して銀次の元へ出向く。政務の遅滞や警護上の問題から、家斉が銀次と付き合うことを快く思っていない。狐穴稲荷の井戸に家斉が落ちた際、彼を救おうと井戸に入ったが、なぜか家斉だけが東京にタイムスリップした。
島津重豪（しまづ しげひで）
薩摩藩第8代藩主（登場時は既に隠居）。家斉の正室の父であり、将軍家の岳父として高輪下馬将軍と称されるほど権勢を振るう。麺好きが高じてラーメンを自作したが、それで満足せず他人の評価が知りたくなる。家臣に試食させても本音を語らないと思い、変装して屋台を引き、薩摩藩下屋敷付近で一杯32文で販売している。銀次とは後に「重ちゃん・銀さん」の間柄になる。
ヤン・コック・ブロンホフ
長崎出島の第149代オランダ商館長（カピタン）。銀次の料理の才能を高く評価した。
ハンス
オランダ商館の料理長。日本語が堪能で日本文化を愛するが、来賓の重豪と家斉（お忍び）を前にして、日本の料理を「どれも料理と呼ぶには粗末なものばかり」、日本は「わが国に比べ技術や学問、料理も100年以上遅れているように思う」と言い放った。
大久保加賀守忠真（おおくぼ かがのかみ ただざね）
小田原藩第7代目藩主で幕府老中。出羽守とは意見が対立することが多く、老中首座の地位を狙う。配下の東郷政宗を推挙して膳奉行に就任させ、彼を懐刀として出羽守配下の平蔵の失脚を図る。
東郷政宗
新たに幕府膳奉行（12人の交代制）の一人に加わった隻眼の凄腕料理人。デューク東郷に顔が似ている。加賀守の野望を実現すべく、将軍臨席の下で平蔵と筆頭膳奉行の座を懸けた鴨料理勝負に臨んだ。
遠山金四郎影元（とおやま きんしろう かげもと）
通称「金さん」。後に明知遠山氏の分家（知行地500石）を相続するが、銀次と出会った当時は複雑な家庭事情から町屋に住んで気ままな放蕩生活を送っていた。家斉や平蔵とも親しくなる。

## 書誌情報
- 河合単 『銀平飯科帳』 小学館〈ビッグコミックス〉、既刊11巻（2021年6月8日現在）
  1. 2015年7月30日発売[7]、ISBN 978-4-09-187138-1
  2. 2015年11月30日発売[7]、ISBN 978-4-09-187345-3
  3. 2016年5月30日発売[7]、ISBN 978-4-09-187618-8
  4. 2016年12月28日発売[7]、ISBN 978-4-09-189266-9
  5. 2017年5月30日発売[7]、ISBN 978-4-09-189515-8
  6. 2017年11月30日発売[7]、ISBN 978-4-09-189691-9
  7. 2018年3月30日発売[7]、ISBN 978-4-09-860004-5
  8. 2018年8月30日発売[7]、ISBN 978-4-09-860068-7
  9. 2019年1月30日発売[7]、ISBN 978-4-09-860210-0
  10. 2019年6月28日発売[7]、ISBN 978-4-09-860324-4
  11. 2020年1月30日発売[7]、ISBN 978-4-09-860491-3